# Патрик Карлссон-Лагем'юр
Патрик Карлссон-Лагем'юр (швед. Patrick Karlsson Lagemyr, нар. 18 грудня 1996, Гетеборг, Швеція) — шведський футболіст, форвард клубу «Сіріус» (Уппсала).

## Ігрова кар'єра
Патрик Карлссон-Лагем'юр нарордився у місті Гетеборг. Футболм почав займатися у школі місцевого клубу «Геккен». Та вже у віці 11-ти років перебрався до іншого клубу з міста Гетеборг — «ІФК Гетеборг».
У 2016 році Карлссон закінчив футбольну школу «Гетеборга» і тренери почали підтягувати молодого форварда до основного складу. 17 квітня у матчі проти «Кальмара» Патрик дебютував у матчах Аллсвенскан. А вже в наступному матчі футболіст відзначився забитим голом, вразивши ворота «Єфле».
У 2015 році Карлссон-Лагем'юр провів одну гру у складі юнацької збірної Швеції (U-19).

## Титули і досягнення
- Володар Кубка Швеції (1):

«Гетеборг»: 2019-20